# Bernie Ecclestone

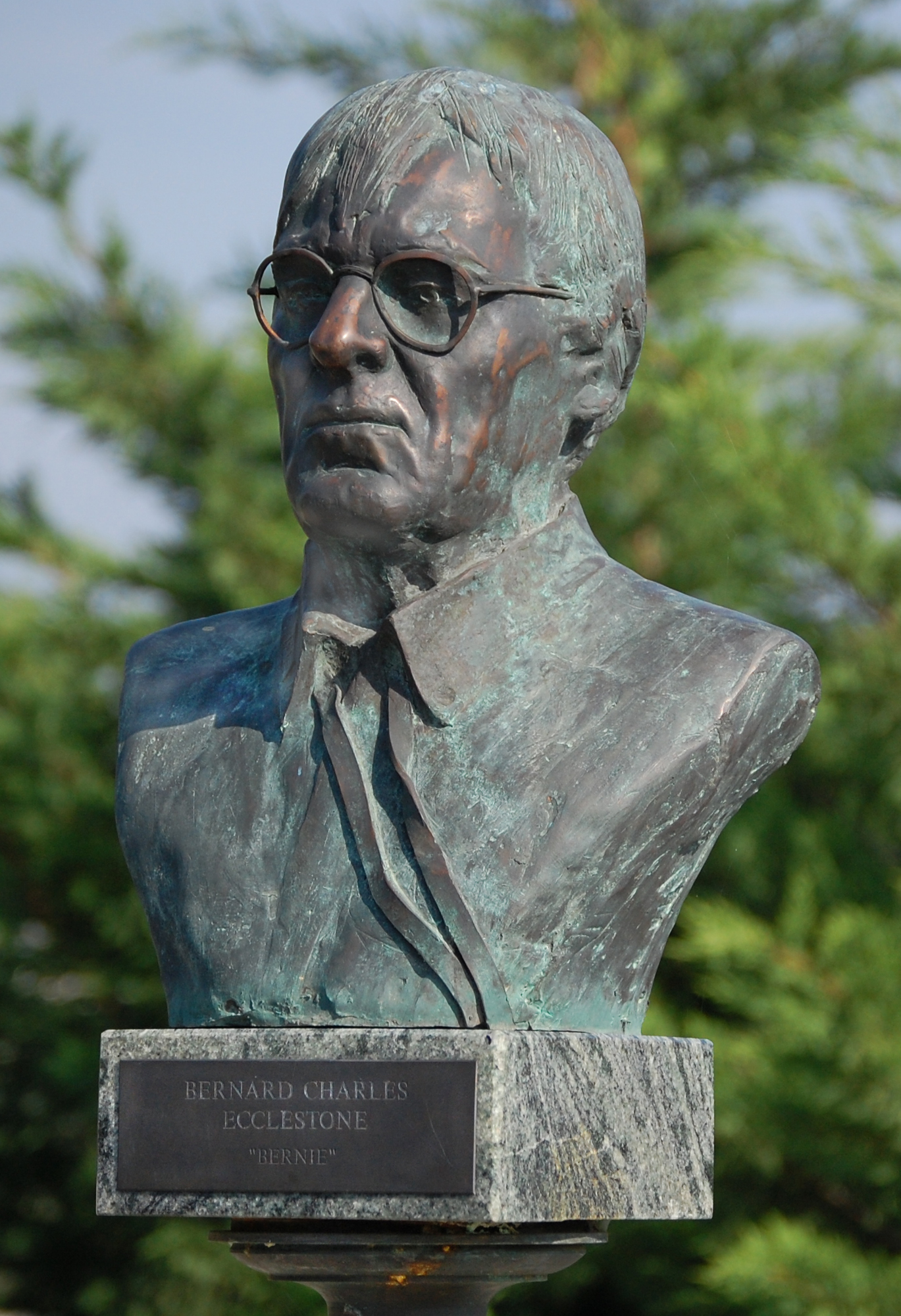
Popiersie Bernie Ecclestone’a przy torze Hungaroring

Bernard Charles „Bernie” Ecclestone (ur. 28 października 1930 w Ipswich) – brytyjski przedsiębiorca, były Honorowy Prezydent Formula One Administration, ma udziały w Alpha Prema, która jest spółką-matką w stosunku do spółek Formuły 1. 23 stycznia 2017 przestał pełnić stanowisko prezesa w Formule 1.

## Życiorys

### Wczesne lata
Ecclestone urodził się w Ipswich, w hrabstwie Suffolk. Wkrótce po ukończeniu 16. roku życia przeniósł się do Londynu i rzucił szkołę, aby zająć się swoją pasją – motocyklami. Wkrótce po zakończeniu II wojny światowej Ecclestone wszedł do handlu częściami wymiennymi motocykli. Założył spółkę Compton & Ecclestone razem z Fredem Comptonem. Doświadczenie wyścigowe Ecclestone’a wiąże się z 0,5-litrową Formułą 3. Wziął on udział w kilku imprezach, ale porzucił ściganie się w 1951 po wypadku na Brands Hatch, gdy jego pojazd wylądował poza trasą.

### Posiadanie zespołu
Po wypadku, Ecclestone chwilowo wycofał się z wyścigów na rzecz rynku nieruchomości. W 1957 powrócił do świata wyścigów jako manager Stuarta Lewisa-Evansa. Kupił także zespół Connaught, w którym jeździli Lewis-Evans, Roy Salvadori, Archie Scott-Brown i Ivor Bueb. Ecclestone nawet próbował, bez powodzenia, zakwalifikować się do Grand Prix Monako w 1958. Pozostał managerem Lewisa-Evansa po jego przejściu do Vanwalla w 1958. Podopieczny Ecclestone’a ucierpiał jednak bardzo poważnie po tym, jak silnik w jego samochodzie eksplodował w GP Maroka. Kierowca zmarł 6 dni później. Ecclestone bardzo to przeżył i ponownie wycofał się z wyścigów. Jednakże niedługo potem jego przyjaźń z Royem Salvadorim doprowadziła do zostania managerem Jochena Rindta i współwłaścicielem zespołu Formuły 2 austriackiego kierowcy. Rindt w drodze po tytuł mistrzowski w 1970 zginął na torze Monza i otrzymał tytuł pośmiertnie. Na początku 1972 Ecclestone kupił Brabhama od Rona Tauranaca i założył Formula One Constructors Association razem z Frankiem Williamsem, Colinem Chapmanem, Teddym Mayerem i Maxem Mosleyem, czym pokazał, że jest zwolennikiem kontroli F1 przez zespoły. W pobliżu cały czas czekała sprawa praw telewizyjnych.

### Wojna pomiędzy FISA i FOCA
Ecclestone został szefem FOCA w 1978, a jego doradcą prawnym był Mosley. Razem wynegocjowali serię ustaleń prawnych z FISA (dzisiejsza FIA) i Jean-Marie Balestre, w tym przyznanie FOCA praw telewizyjnych do wyścigów grand prix. Z tego powodu Ecclestone założył Formula One Promotions and Administration dając 47% zysku z praw transmisji telewizyjnych zespołom, 30% FISA i 23% FOPA. W zamian FOPA wykładała pieniądze na nagrody.
Sprawa praw telewizyjnych powodowała przetasowania w świecie F1 w późnych latach 90., ale Ecclestone znów pojawił się na szczycie po wynegocjowaniu w 1997 porozumienia Concorde. W zamian za coroczną zapłatę, utrzymał prawa telewizyjne. Porozumienie z zespołami wygasa po 2007, a z FIA po 2012.

### Skandal w Partii Pracy
W 1997 Ecclestone zamieszany był w skandal polityczny, kiedy wyszło na jaw, że przeznaczył milion funtów na Partię Pracy. Wtedy Partia Pracy zmieniła politykę w stosunku do Formuły 1, pozwalając na sponsorowanie zespołów firmom z branży tytoniowej. Partia Pracy zwróciła datek.

### Ostatnia działalność
Pomimo operacji serca i wstawienia bypassów, Ecclestone pozostaje tak samo aktywnym promotorem swojego biznesu jak wcześniej. Pod koniec lat 90. zmniejszył swoje udziały w SLEC Holdings (właścicielu różnych firm zarządzających Formułą 1) do 25%. Mimo wszystko Ecclestone zachował pełną kontrolę nad spółkami.
W kwietniu 2000 Ecclestone sprzedał International Sportsworld Communicators Davidowi Richardsowi. ISC posiada prawa komercyjne do rajdów WRC.
Ecclestone znalazł się pod ostrzałem w październiku 2004, kiedy nie dogadał się z prezydentem British Racing Drivers’ Club – Jackie Stewartem na temat warunków przyszłych Grand Prix Wielkiej Brytanii. Spowodowało to wypadnięcie wyścigu z prowizorycznego kalendarza na rok 2005. Jednakże kiedy dziesięć zespołów spotkało się i zgodziło na serię cięć kosztów, GP zostało dodane do kalendarza, a kontrakt z 9 grudnia zapewnił odbywanie się imprezy na kolejne pięć lat.
W listopadzie 2004 trzy banki (Bayerische Landesbank, J.P. Morgan Chase, Lehman Brothers), które składały się na Speed Investments (które posiadało 75% akcji SLEC) wytoczyły sprawę Eccelstone’owi chcąc posiadać większą kontrolę nad sportem. Zrodziło to plotki, że Ecclestone może stracić wpływy jakie miał przez 30 lat. Wyrok korzystny był dla banków, jednak Ecclestone nieco się opierał. Zamierzał odwoływać się.
W czasie spotkania szefów zespołów na lotnisku Heathrow Ecclestone zaproponował łącznie 260 000 000 funtów przez trzy lata w zamian za jednogłośne przedłużenie porozumienia Concorde, które wygasa w 2008. Kilka tygodni później, Gerhard Gibkowsky, członek zarządu Bayerische Landesbank i szef SLEC, ogłosił, że banki nie miały zamiaru odsunąć Ecclestone od władzy.
W czasie GP USA 2005 Ecclestone ujrzał zaledwie 6 ścigających się kierowców zamiast 20. Siedem zespołów odmówiło wzięcia udziału w wyścigu obawiając się bezpieczeństwa jazdy na oponach marki Michelin. Pomimo serii spotkań pomiędzy Ecclestonem, Maxem Mosleyem i właścicielami zespołów nie osiągnięto porozumienia do czasu wyścigu. Ecclestone stał się obiektem frustracji. Mimo iż to nie on był odpowiedzialny za problem, fani i dziennikarze obwiniali go za brak kontroli i nierozwiązanie sytuacji.
W kwietniu 2007 roku Ecclestone kupił turecki tor wyścigowy Istanbul Park za 130 mln dolarów.
W 2022 roku wsparł inwazję Rosji na Ukrainę stwierdzając, że „ochroniłby własnym życiem Putina przed kulą” oraz „Putin to osoba pierwszej klasy”.

## Życie prywatne
W 2003 roku Sunday Times umieścił Ecclestone’a na trzecim miejscu w rankingu najbogatszych w Wielkiej Brytanii, oceniając jego majątek na 2,4 mld funtów. Spadł na ósme miejsce w 2004, a w 2006 zajął trzynaste miejsce z 2,243 mld funtami.
Na początku 2004 sprzedał swoją londyńską rezydencję stalowemu magnatowi Lakshmiemu Mittalowi za 70 mln funtów (w tamtym czasie za 128 mln dolarów), co sprawia, że był to najdrożej sprzedany dom w historii.